# میکا پاریس
میکا پاریس (انگلیسی: Mica Paris؛ زادهٔ ۲۷ آوریل ۱۹۶۹) یک موسیقی‌دان است. وی از سال ۱۹۸۵ میلادی تاکنون مشغول فعالیت بوده‌است.